# Artigianato giapponese
L'artigianato (工芸?, kōgei, lett. arte ingegnerizzata) giapponese ha un'antica storia e tradizione.

## Definizione
Secondo il ministero giapponese dell'Istruzione, della scienza e della cultura, gli oggetti artigianali (工芸技術?, Kōgei Gijutsu) sono suddivisi in otto categorie: ceramica (陶芸?, tōgei), tessuti, lacche, metalli, bambole, bambù e legno, carta e misti. Le categorie sono ulteriormente suddivise in una serie di sottocategorie più specifiche. L'associazione giapponese dell'artigianato approva queste categorie, che sono protette dal governo. Coloro che lavorano in questo settore sono idonei, sia individualmente che come gruppo, all'inclusione nell'elenco dei tesori nazionali viventi del Giappone. Alcuni oggetti artigianali vengono considerati "specialità regionali".
Affinché un oggetto sia ufficialmente riconosciuto come tradizionale, deve soddisfare cinque requisiti:
- Deve essere pratico per l'utilizzo quotidiano;
- Deve essere fatto a mano;
- Deve essere costruito secondo tecniche tradizionali;
- Deve essere costruito impiegando materiali tradizionali;
- Deve essere costruito nel suo luogo d'origine.

Ogni oggetto richiede una serie di funzioni caratteristiche. Le opere artigianali giapponesi hanno uno scopo pratico o utilitaristico, sebbene possano essere esposte in modo simile agli oggetti d'arte visiva.

## Storia

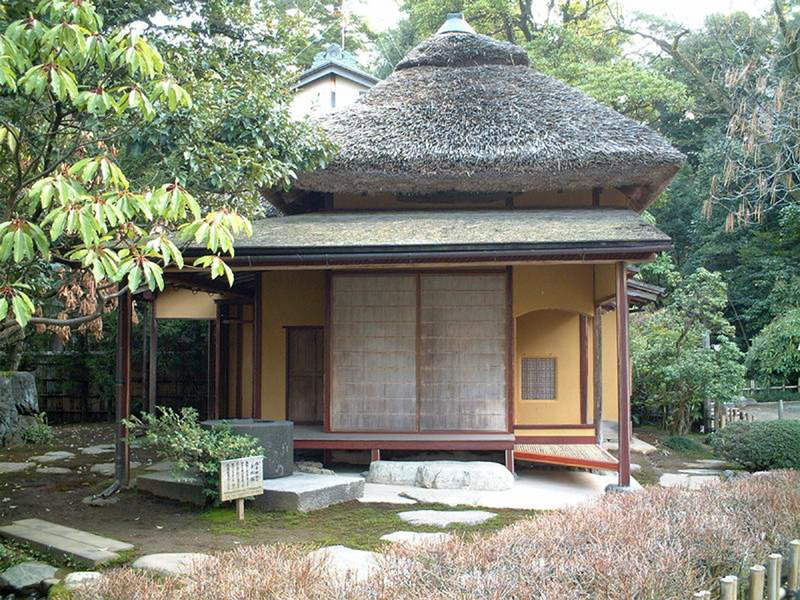
Una casa del tè giapponese che rispecchia l'estetica del wabi-sabi.

L'artigianato giapponese risale a quando la prima civiltà approdò sull'arcipelago giapponese. Gli artigiani hanno usato materiali naturali e autoctoni, che oggi continuano ad essere enfatizzati per lo più. Tradizionalmente, lo scopo principale dell'artigianato era l'utilità, non solo l'apparenza. Gli oggetti artigianali erano di primaria importanza per chiunque, indipendentemente dal ceto sociale, divenendo sempre più sofisticati nell'aspetto e nella realizzazione. L'artigianato era strettamente legato all'arte popolare, ma si è sempre più avvicinato all'arte fine, fino allo sfociare nel concetto di wabi-sabi. L'artigianato non si limitò più al solo consumo interno, ma ad un punto della storia iniziò a venire esportato fuori dai confini, divenendo uno dei principali pilastri dell'economia giapponese.
Il processo di apprendimento comportava generalmente un lungo apprendistato con il maestro del laboratorio, spesso il padre del giovane discepolo, da una generazione all'altra. In questo sistema chiamato ?, Dentō (伝 統), le tradizioni venivano tramite una relazione insegnante-studente (師弟?, shitei). Comprendeva regole rigorose che dovevano essere osservate per consentire l'apprendimento e l'insegnamento della tecnica (道?, dō). La saggezza può essere insegnata oralmente (伝承?, Denshō) o per iscritto (伝書?, Densho). Vivendo nella casa dell'insegnante e partecipando alle mansioni domestiche, gli apprendisti dovevano osservare attentamente il loro maestro, gli assistenti ed il laboratorio prima di poter iniziare qualsiasi formazione effettiva. Anche nelle fasi successive all'apprendistato era normale che un allievo imparasse solo attraverso l'osservazione coscienziosa. L'apprendistato richiedeva un duro lavoro da parte dell'alunno quasi ogni giorno in cambio di una retribuzione minima o nulla. Era abbastanza comune che la padronanza di alcuni mestieri fosse tramandata all'interno della famiglia da una generazione all'altra, stabilendo vere dinastie. Nel passaggio generazionale, l'allievo poteva assumere il nome del maestro. Nel caso non vi fossero eredi maschi, un parente o uno studente avrebbe potuto continuare la "dinastia".
Con la fine del periodo Edo e la restaurazione Meiji, venne introdotta la produzione industriale: oggetti e stili occidentali vennero copiati e iniziarono a sostituire quelli tradizionali. I nobili mecenati, come i signori feudali Daimyō, non erano più in grado di sostenere gli artigiani locali tanto quanto avevano fatto in passato. Sebbene l'artigianato giapponese fatto a mano fosse una volta la fonte principale di utensili utilizzati nella vita quotidiana, la produzione industriale dell'era moderna e l'importazione dall'estero, ha rubato il posto che prima l'artigianato aveva nell'economia. L'artigianato tradizionale iniziò a calare e scomparve in molte aree, con il cambiamento dei gusti e dei metodi di produzione. Arti come la forgiatura delle spada divennero obsolete. Lo studioso giapponese Okakura Kakuzō scrisse contro il primato alla moda dell'arte occidentale e fondò il periodico Kokka (國華? lett. "Fiore della Nazione") per attirare attenzione sul problema. Le arti tradizionali che erano state praticate per secoli erano sempre più minacciate, mentre quelle importate dall'occidente, come la vetreria, ebbero un grosso rilievo.
Sebbene questi oggetti fossero designati come tesori nazionali, sotto la protezione del governo imperiale, ci volle del tempo perché il loro valore culturale fosse pienamente riconosciuto. Al fine di proteggere ulteriormente l'artigianato e le arti tradizionali, il governo, nel 1890, istituì il titolo di Artista della Casa imperiale (帝室 技 芸 員?, Teishitsu Gigei-in), che venne assegnato agli artisti affinché creassero opere d'arte per il Palazzo Imperiale di Tokyo ed altre residenze imperiali. Questi artisti erano considerati i più famosi e prestigiosi e lavoravano in settori come la pittura, la ceramica e la lacca. Sebbene questo sistema di patrocinio offrisse loro una sorta di protezione, gli artigiani a livello di arte popolare rimasero esposti. Una reazione a questo sviluppo fu il mingei (民芸? "arte popolare" o "arte delle persone") - il movimento di arte popolare che si sviluppò alla fine degli anni 1920 e 1930, il cui padre fondatore era Yanagi Sōetsu. Il pilastro filosofico del mingei era "l'arte artigianale della gente comune"  (民衆的な工芸?, minshū-teki-na kōgei). Yanagi Sōetsu ha riscoperto la bellezza negli oggetti ordinari e utilitari di tutti i giorni creati da artigiani.

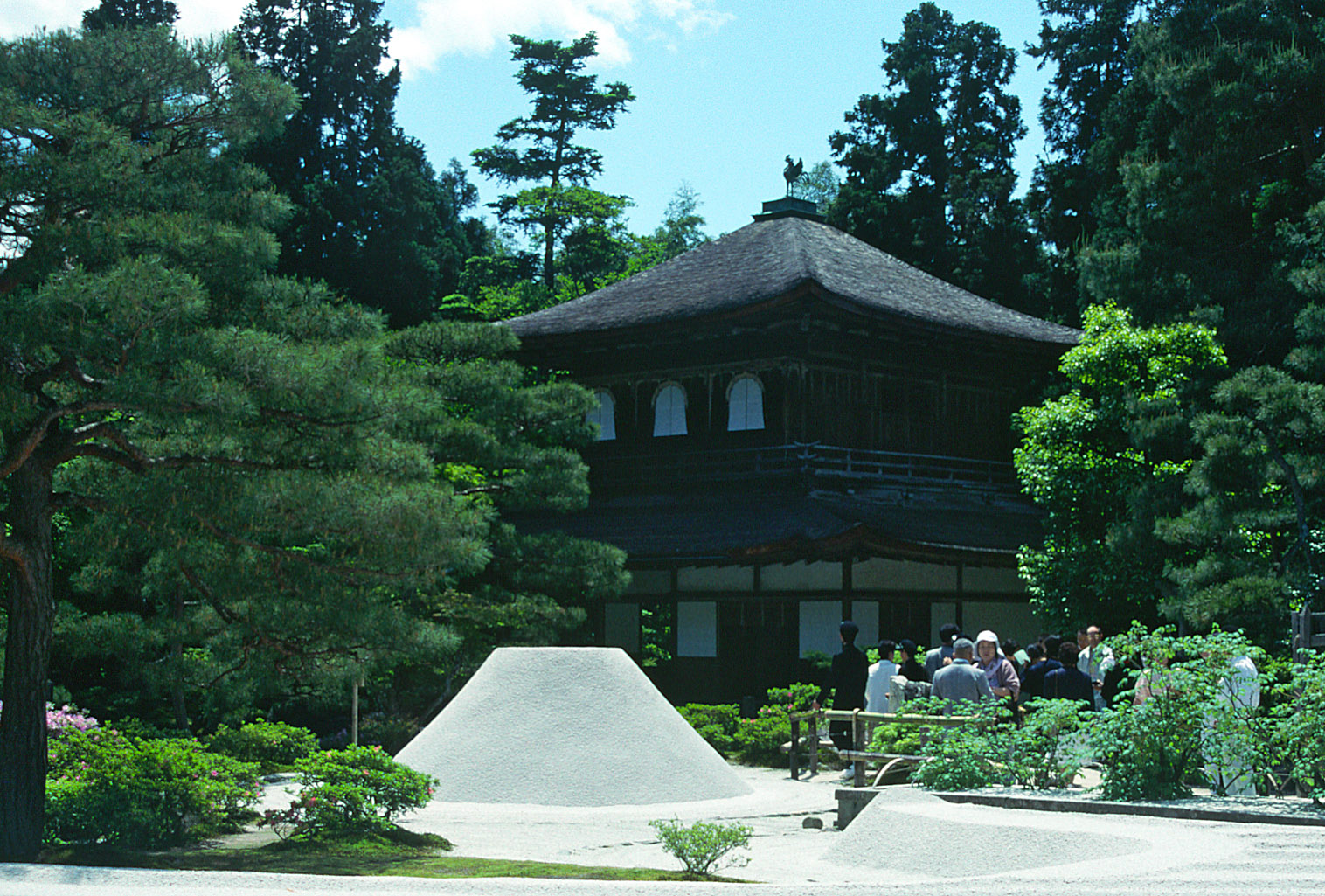
Il Ginkaku-ji (Padiglione d'argento (銀閣寺, Ginkakuji) a Kyoto, dove, secondo la tradizione, ebbe luogo la nascita della Cerimonia del tè.

La seconda guerra mondiale ha lasciato il paese devastato e, di conseguenza, l'importazione ne ha sofferto. Il governo ha introdotto un nuovo programma noto come Tesoro nazionale vivente per riconoscere e proteggere gli artigiani sia a livello di arte popolare che raffinata. L'inclusione nell'elenco è arrivata con un sostegno finanziario per la formazione di nuove generazioni di artigiani affinché le forme d'arte potessero continuare. Nel 1950 il governo istituì la categorizzazione delle proprietà culturali immateriali, che venne attribuita a proprietà culturali considerate di alto valore storico o artistico in termini di tecnica artigianale. Il termine si riferisce esclusivamente all'abilità umana posseduta da individui o gruppi, che sono indispensabili nella produzione di beni culturali. Questa categorizzazione fece ulteriori passi quando nel 2009 il governo ha iscritto lo yūki-tsumugi nelle liste dei patrimoni immateriale dell'UNESCO. Le prefetture, come i comuni, hanno il loro sistema di riconoscimento e protezione dell'artigianato locale. Sebbene il governo abbia già adottato delle misure, gli artigiani del settore privato continuano ad affrontare sfide cercando di rimanere fedeli alla tradizione, interpretando allo stesso tempo le vecchie forme e creando nuove idee per sopravvivere e rimanere al passo coi tempi. Gli artigiani tradizionali devono anche affrontare il dilemma di una società che invecchia, dove la conoscenza non viene tramandata a un numero sufficiente di alunni, il che significa che le relazioni insegnante-alunni dentō all'interno delle famiglie si interrompono se non si trova un successore. Quando le regole sociali sono cambiate e sono diventate più rilassate, anche il tradizionale sistema patriarcale è stato costretto a subire cambiamenti. In passato, i maschi erano prevalentemente i detentori di titoli "master" nelle arti più prestigiose. La ceramista Tokuda Yasokichi IV fu la prima donna a succedere a suo padre come maestro, poiché non aveva figli maschi e non era disposto ad "adottare" un erede. Nonostante la modernizzazione e l'occidentalizzazione, esistono ancora alcune forme d'arte tuttora rimaste pressoché invariate: esempi includono la cerimonia del tè, l'Ikebana e, in una certa misura, le arti marziali (nel caso della fabbricazione delle spade).
La Mostra tradizionale giapponese di Kōgei (日本伝統工芸展?, Nihon dentōkugei-ten) si svolge ogni anno con l'obiettivo di far riscoprire al pubblico le tradizioni artigianali. Nel 2015, il Museum of Arts and Design di New York ha esposto le creazioni di una serie di artisti kōgei moderni nel tentativo di presentare l'arte giapponese ad un pubblico internazionale.

## Ceramica

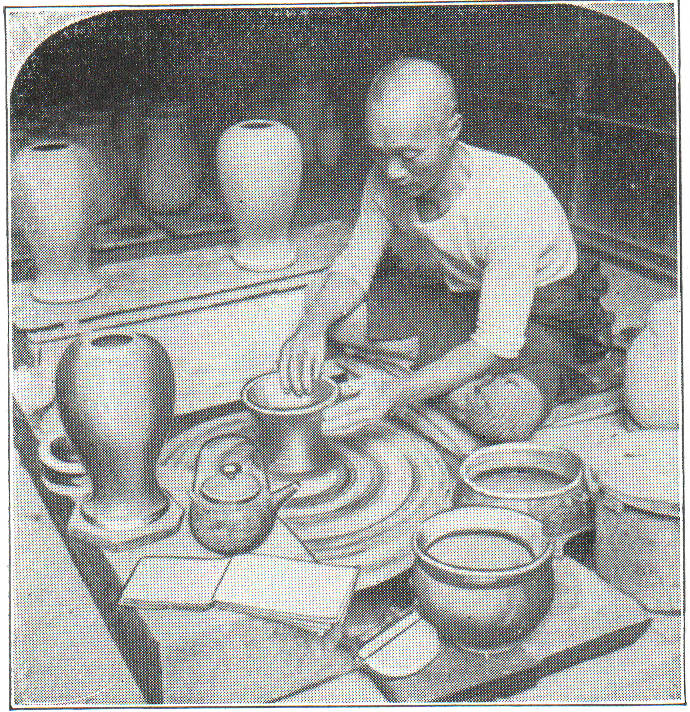
Vasaio intento nella realizzazione di un vaso.

La ceramica è una delle forme d'arte più antiche del Paese, risalente al periodo del neolitico. Il Giappone ha una storia eccezionalmente antica e di successo nella produzione di ceramiche. Già nel periodo Jōmon (10.000-300 a.C.) veniva lavorata la terracotta, dando al Giappone una delle tradizioni sulla ceramica più antiche del mondo.

## Tessitura

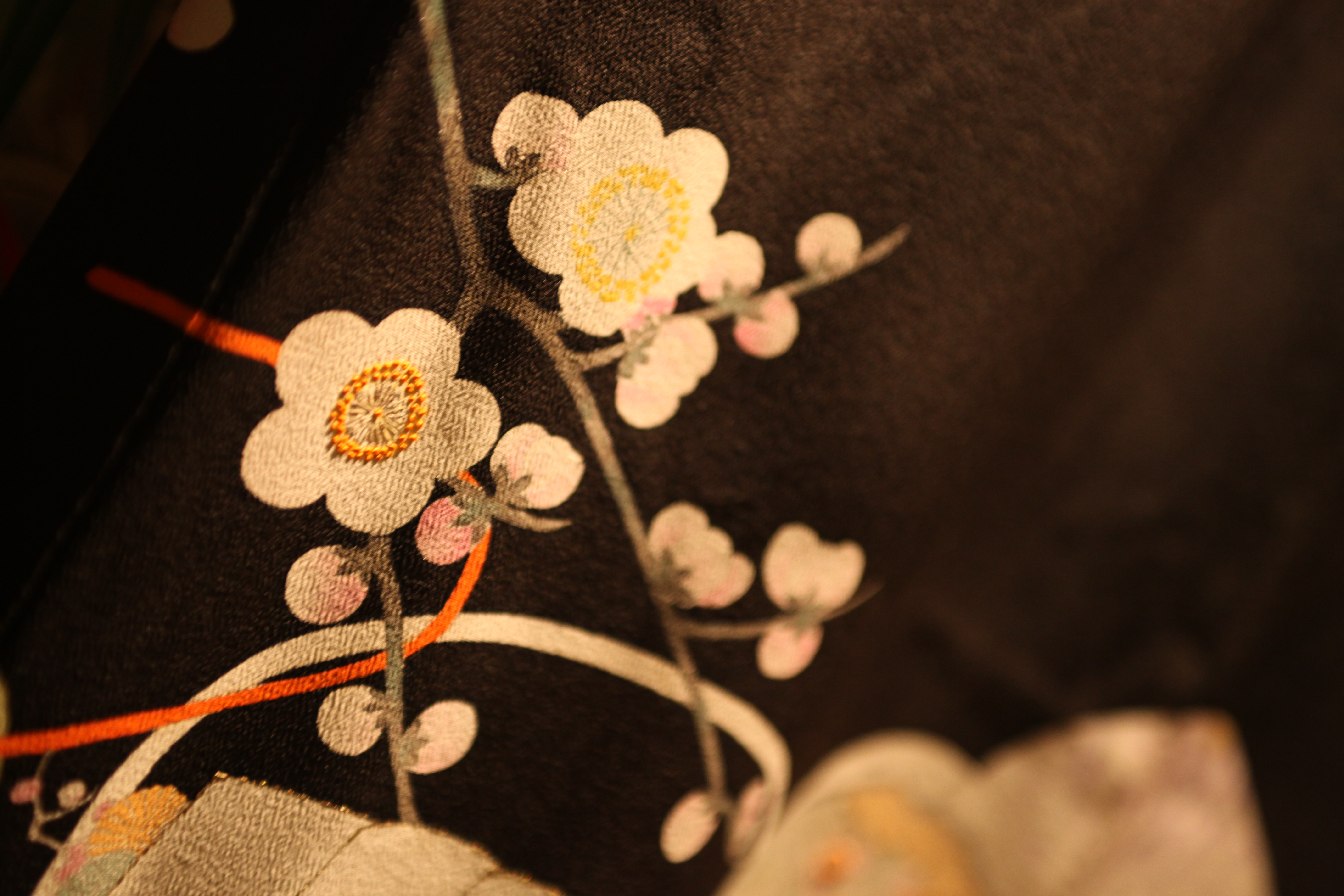
Dettaglio Yūzen di un kimono.

L'artigianato tessile comprende tessuti di vari materiali e forme: da disegni popolari senza tempo a complessi motivi di corte. L'artigianato locale che si è evoluto dalle antiche tradizioni popolari, continua anche sotto forma di tessitura e tintura, che deriva dal popolo Ainu, i cui disegni distintivi hanno origini preistoriche, e da altre famiglie rurali del nord del Giappone.
I tessuti venivano usati principalmente per l'abbigliamento e includono furisode, jūnihitoe, kimono, sokutai, yukata, obi e molti altri capi.
Le diverse tecniche per tingere disegni su tessuto sono:

## Laccatura

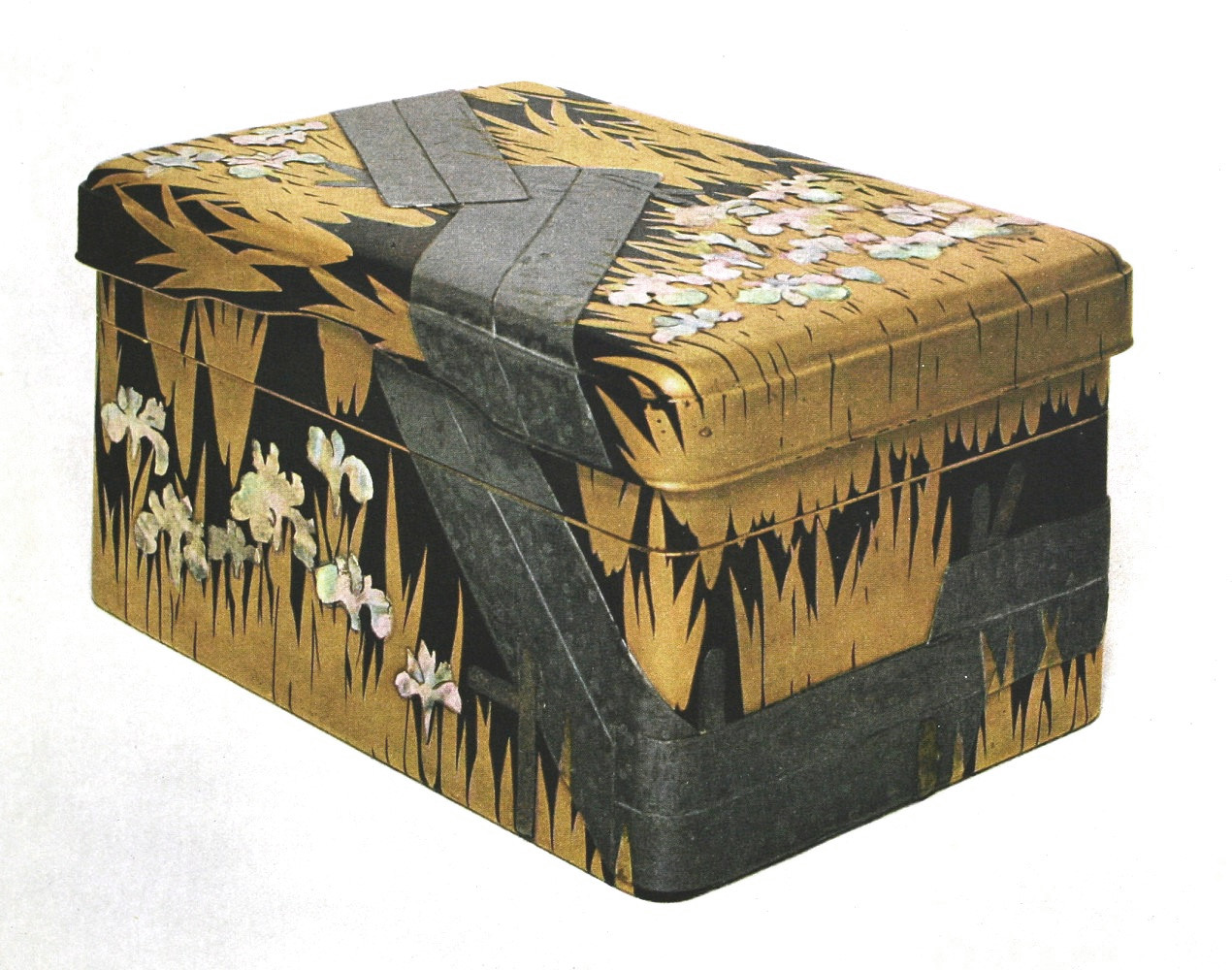
Scatola da scrittura laccata di Ogata Kōrin.

Le laccature giapponesi possono essere considerate reperti preistorici. Vengono spesso laccati oggetti in legno, ai quali vengono applicati molteplici strati di lacca, ognuno dei quali deve asciugare prima che sia possibile applicare il successivo. Questi strati rendono la superficie dura, impermeabile e resistente, offrendo utensili leggeri e facili da pulire di ogni tipo. Le laccature possono venire dipinte e decorate con dettagli dorati.
Gli oggetti prodotti sono spesso di utilità quotidiana, come ciotole e vassoi, ma vengono realizzati anche utensili di più raro utilizzo, come contenitori per il tè chaki e contenitori per incenso kōgō.
Le laccature giapponesi vengono decorate anche con legno e bambù; il materiale principale solitamente è il legno, ma è possibile che vengano realizzate anche in bambù o lino.

## Legno e bambù

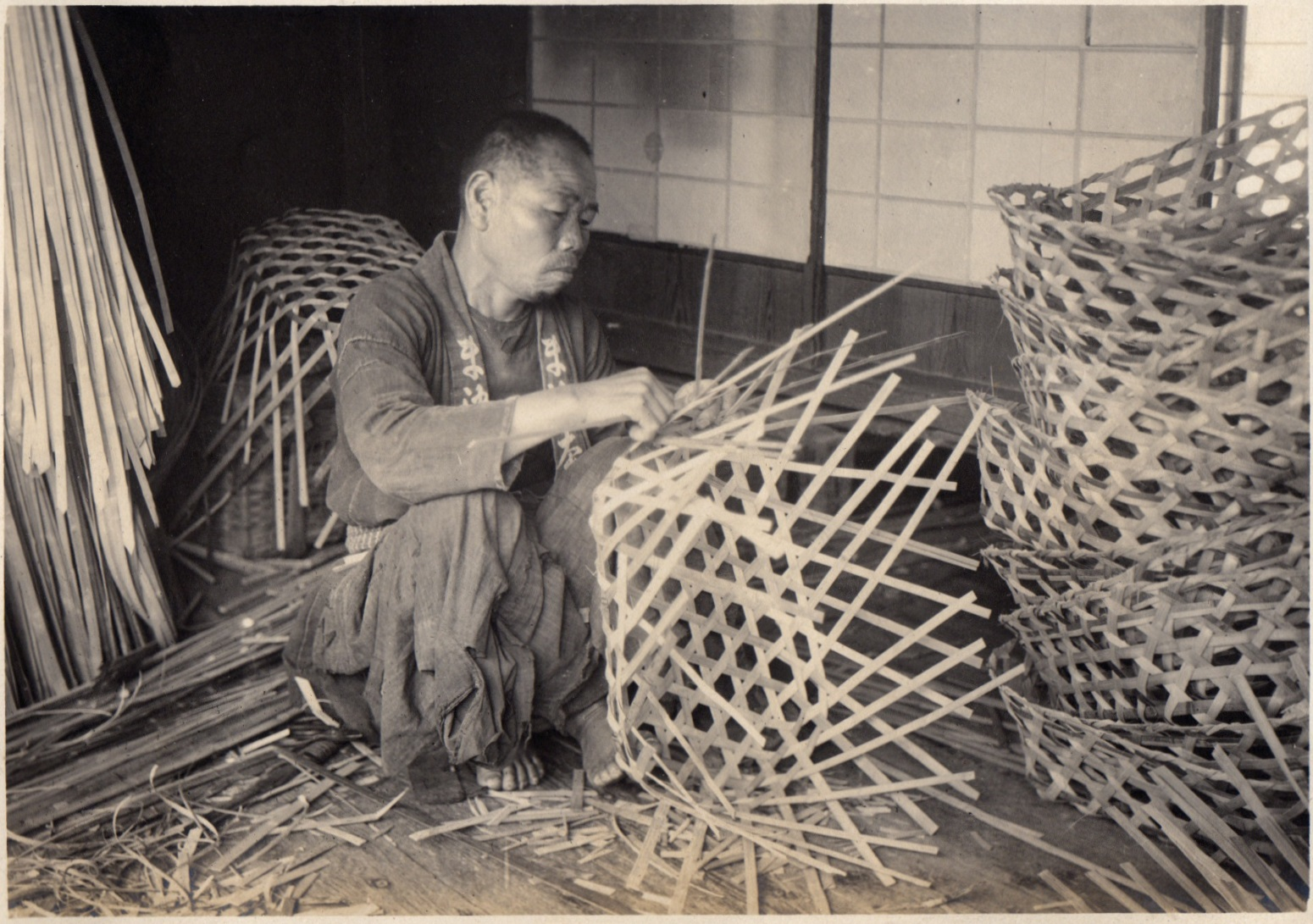
Tessitore di cesti che lavora con il modello di kagome (1915).

Il legno e il bambù hanno avuto un posto nell'arte e nella storia giapponese sin dal principio. In questi materiali sono stati realizzati edifici secolari, nonché semplici utensili.
Gli oggetti giapponesi che sono realizzati in bambù sono utensili per la cerimonia del tè, ikebana e articoli per interni.
L'arte della cesteria, come il kagome (籠 目?) è ben nota; il suo nome è composto dalle parole kago (cestino) e me (occhi), riferendosi al modello di fori in un cestino intrecciato. È una disposizione intrecciata di listelli composta da triangoli intrecciati in modo tale che ogni punto in cui due listelli si incrociano abbia quattro punti vicini, formando il modello di piastrellatura triesagonale.

## Metallurgia

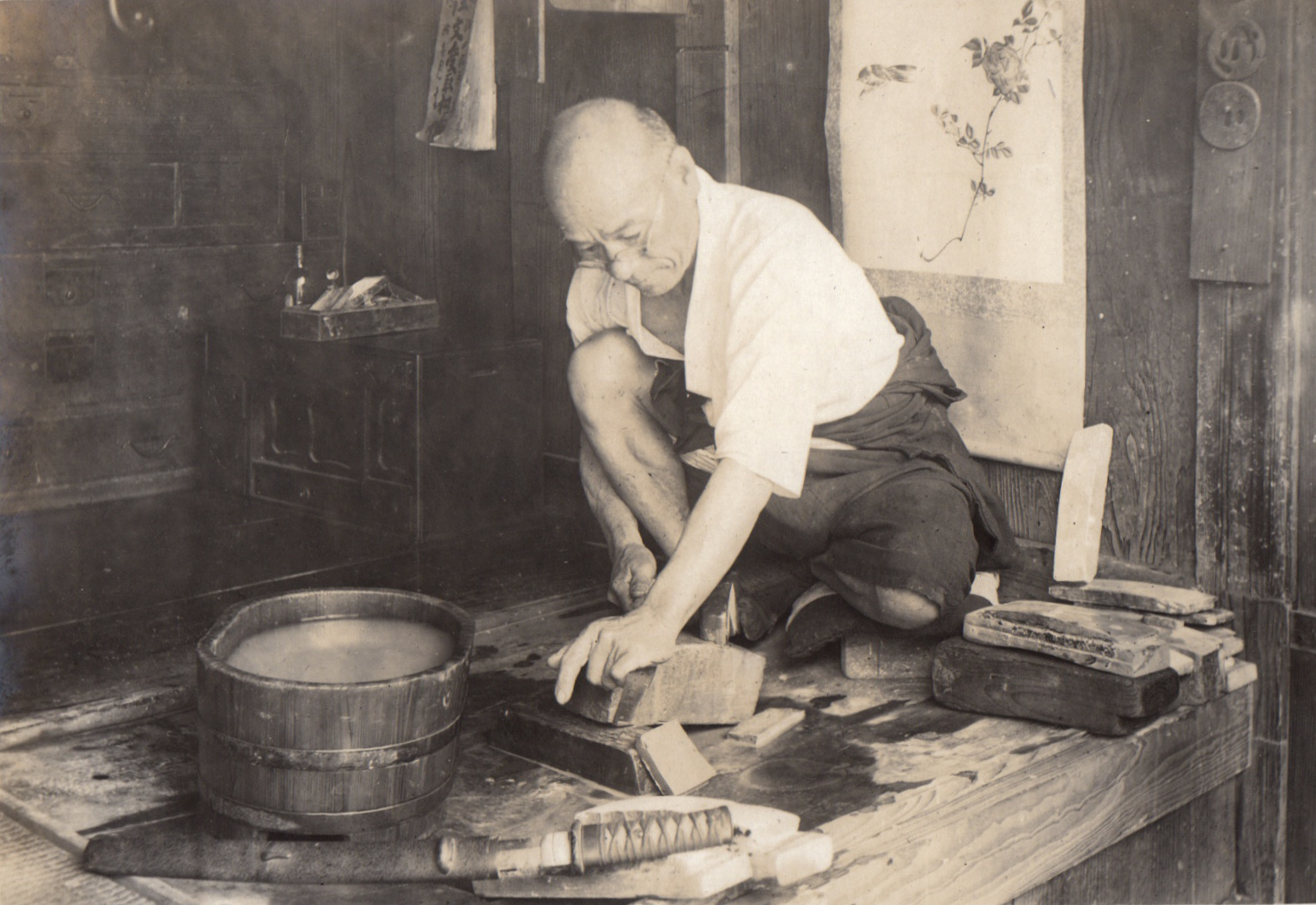
Fabbro che lavora una spada.

Le prime tecniche giapponesi di lavorazione del ferro risalgono al III-II secolo a.C. La realizzazione delle spade è un'arte molto pregiata e di alta qualità. Queste spade nacquero prima del I secolo a.C. e quando raggiunsero l'apice della popolarità, divennero di principale possesso di signori della guerra e samurai. La produzione di una spada ha conservato qualcosa della qualità religiosa che un tempo aveva nel simbolizzare l'anima del samurai e lo spirito marziale del Giappone. Lo spadaccino è considerato una forma d'arte separata e spostato oltre il mestiere da cui una volta iniziò.
Anche gli oggetti per l'uso quotidiano erano realizzati in metallo e attorno a esso si sviluppava un'intera sezione di imbarcazioni.
Per creare vari motivi sulla superficie, la scultura in metallo viene utilizzata per applicare disegni decorativi. Le tecniche includono intaglio (彫り?, Hori), intarsio di metallo (象嵌?, Zōgan) e goffratura (打ち出し?, Uchidashi).

## Bambole

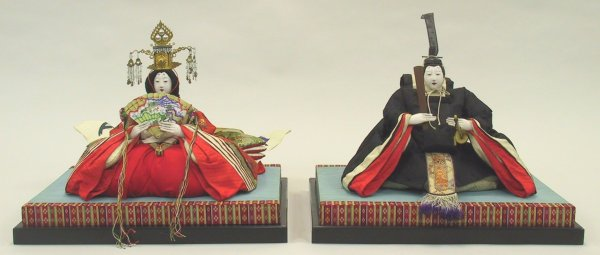
Bambole dell'imperatore e dell'imperatrice per lHinamatsuri.

Esistono vari tipi di Bambole giapponesi (人形?, ningyō, lett. "Forma umana") tradizionali, alcune raffiguranti bambini e neonati, alcune la corte imperiale, guerrieri ed eroi, personaggi fiabeschi, divinità  e (raramente) demoni, e anche persone comuni. Molte hanno un'antica tradizione che persiste tutt'oggi, negli altarini domestici, nei regali formali o nelle celebrazioni come l'Hinamatsuri, il festival delle bambole o il Kodomo no Hi, il giorno dei bambini. Alcune sono fabbricate secondo tecniche di artigianato locale, per venire acquistate dai pellegrini in ricordo della visita al tempio o di qualche altro viaggio.

## Fabbricazione della carta

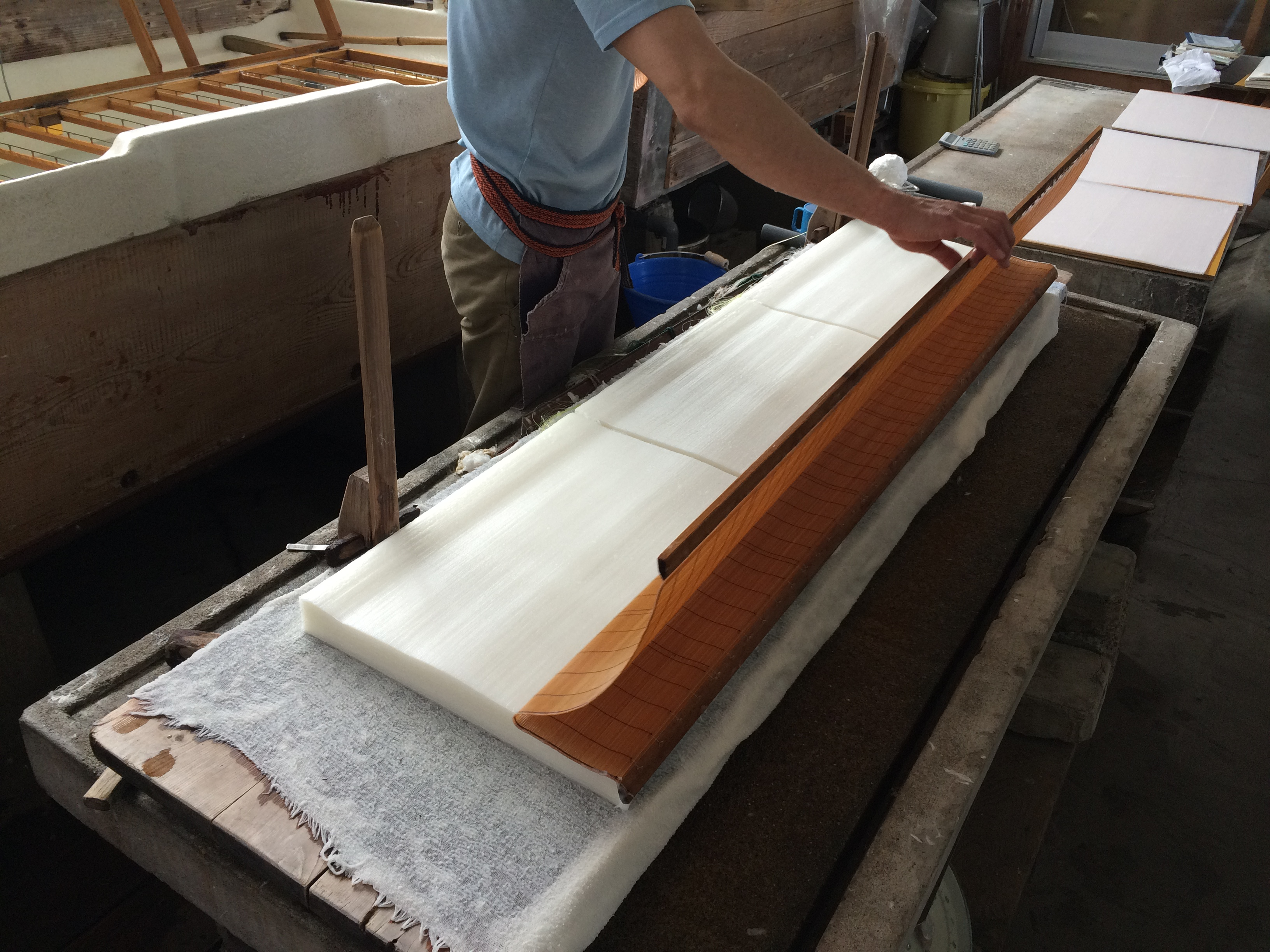
Esempio di lavorazione dello Ise washi, presso la prefettura di Mie

Si pensa che l'arte giapponese di produrre carta dalla pianta di gelso, chiamata washi (和 紙), sia iniziata nel VI secolo. Tingere la carta con un'ampia varietà di tonalità e decorarla con disegni è diventata una delle principali richieste della corte Heian, e l'apprezzamento della sua resa estetica, assieme al suo utilizzo, è continuato da allora in poi, con alcuni adattamenti moderni. La carta tradizionalmente chiamata Izumo era particolarmente impiegata per la decorazione di fusuma, carte per artisti ed eleganti carte da lettere.